# Телика
Телика (исп. Telica) — стратовулкан на западе Никарагуа, в нескольких километрах к северу от города Леон. Имеет шесть конусов, самый высокий из которых достигает 1061 метра над уровнем моря. На вершине расположен двойной кратер, шириной 700 метров и глубиной 120 метров. Извержения часто наблюдались начиная с испанских времён. Последнее извержение произошло в 2011 году.